# Monestir de Santa Maria de Cabrières
El monestir o abadia de Santa Maria de Cabrieres fou un establiment religiós del Llenguadoc esmentat pel catàleg elaborat a la Dieta d'Aquisgrà (817) de situació incerta. Se l'esmenta com Sanctae Mariae Capariensis (podria ser Cupariensis) i hi ha qui el situa a Cabrières, a la diòcesi de Besiers i altres a l'antiga abadia de Nostra Senyora de Cubières, al Rasès (diòcesi de Narbona). Aquest darrer estava situat prop del castell de Perapertusa cap a la frontera amb la Fenolleda i fou unit a l'església de Narbona en temps de Carles el Calb. A Cabrières no hi ha constància de cap monestir.